# Hans Kiewning

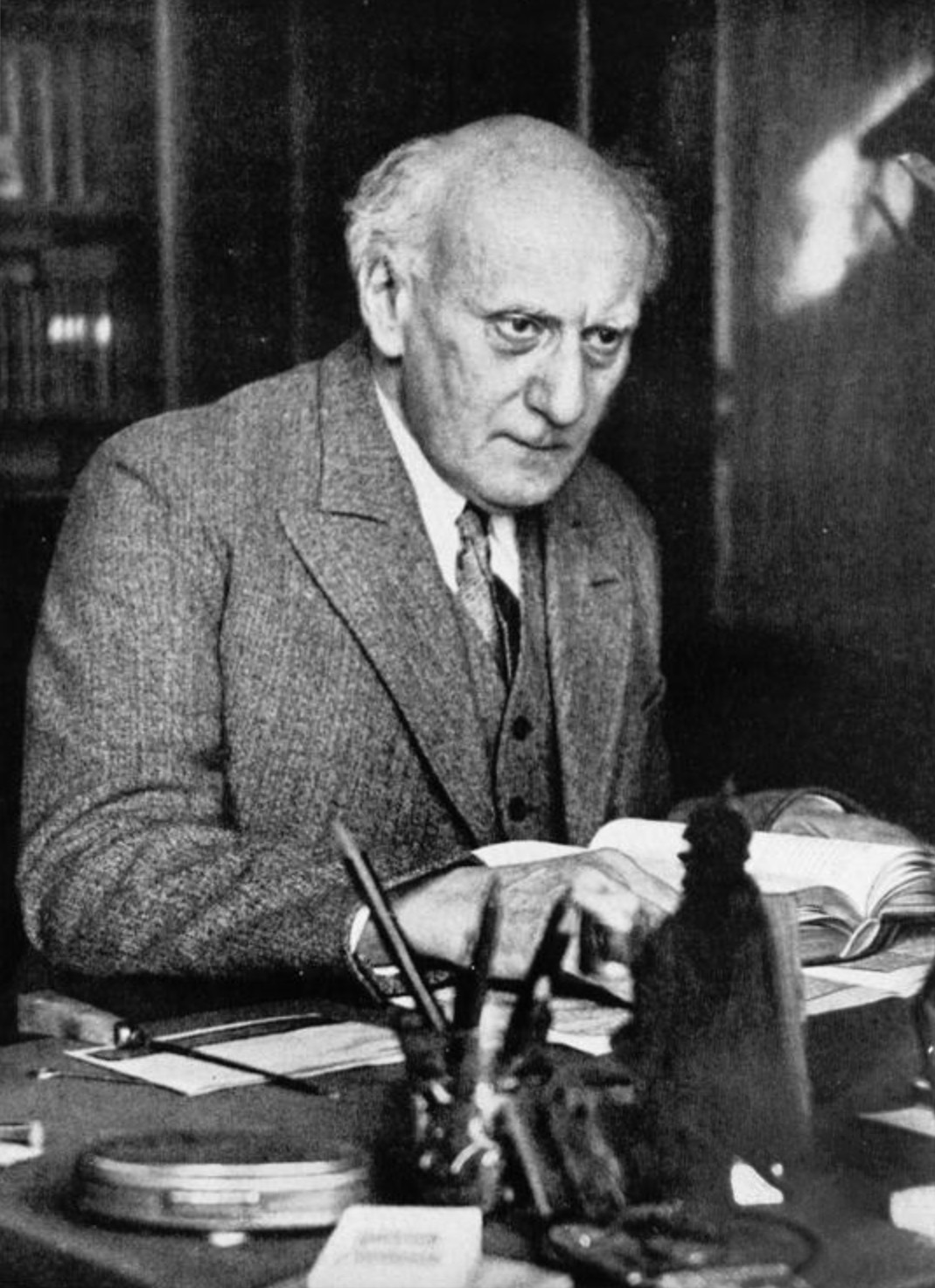
Hans Kiewning

Hans Johann Karl Kiewning (* 20. August 1864 in Königsberg i. Pr.; † 13. Juli 1939 in Bad Reichenhall) war ein deutscher Archiv- und Bibliotheksdirektor, Historiker, Schriftsteller und Maler.

## Leben
Seine Eltern waren der Kaufmann Hermann Kiewning und Therese geb. Rousseau. Kiewning besuchte das Altstädtische Gymnasium in Königsberg i. Pr. Nach dem Abitur studierte er an der Albertus-Universität Königsberg Philologie. 1889 wurde er zum Dr. phil. promoviert. Vom 1. Oktober 1891 bis 31. Dezember 1894 war er Mitglied des Deutschen Historischen Instituts in Rom. Danach folgte 1895–1899 eine Tätigkeit in den Staatsarchiven von Berlin, Posen und Königsberg. Am 1. Februar 1899 erhielt Kiewning eine Berufung durch Grafregent Ernst zur Lippe-Biesterfeld als Archivrat nach Detmold als Leiter des Fürstlichen Haus- und Landarchivs. 1905 erfolgte seine Ernennung zum Geheimen Archivrat. Zwischen 1917 und 1933 war Kiewning Direktor des Lippeschen Landesarchivs in Detmold. In den Jahren 1919–1924 lehrte er als Dozent an der Fürst Leopold-Akademie für Verwaltungswissenschaften. 1924–1933 war er Direktor der Lippischen Landesbibliothek Detmold.
Kiewning war Mitglied der Historischen Kommission für Westfalen und Vorsitzender des Detmolder Bildungsvereins. Zudem war er Mitglied des Kuratoriums der Hermannsdenkmal-Stiftung und Begründer der Zeitschrift Lippische Mitteilungen aus Geschichte und Landeskunde.
Hans Kiewning war verheiratet mit Marie geb. Süpply. Der Ehe entstammen die Söhne Bernhard (1900–1918) und Hans Georg (1903–1933).

## Ehrungen

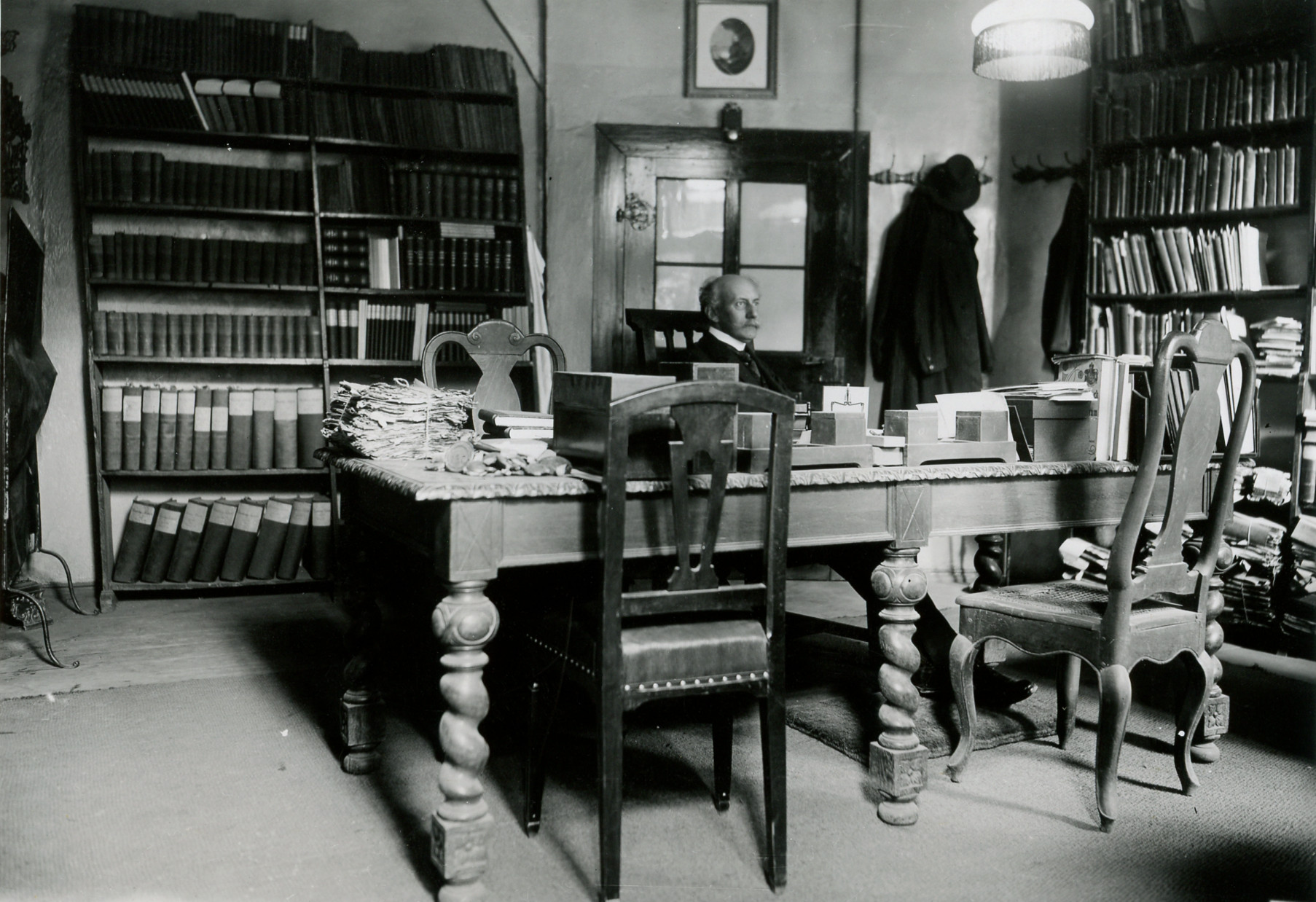
Hans Kiewning im Archiv des Schlosses Detmold

- Lippischer Hausorden, Ehrenkreuz II. Klasse (1905)
- Leopold-Orden (Lippe) II. Klasse mit Krone (1913)[1]
- Kriegsverdienstkreuz (Lippe) (1918)
- Ehrenkreuz II. Klasse mit Eichenlaub des Lippischen Hausordens
- Kiewning-Straße in Detmold

## Veröffentlichungen
- Seidenbau und Seidenindustrie im Netzedistrikt von 1773 bis 1805. 1896
- Der Taufschein des Carl Philipp von Unruh. Kritische Bemerkungen. Detmold 1902 LLB Detmold
- Die Auswärtige Politik der Grafschaft Lippe vom Ausbruch der französischen Revolution bis zum Tilsiter Frieden. 1903 (Digitalisat)
- „Von Rechts wegen!“ Eine Geschichte aus der Zeit des Absolutismus. Roman (Bremen, 1911)
- Lippe (Fürstenthum) Wörterbuch des Deutschen Staats- und Verwaltungsrechts. Hrsg. M. Fleischmann (1913)
- Fürstin Pauline zur Lippe 1769–1820 Detmold 1930
- Hundert Jahre lippesche Verfassung 1819–1919 1935
- Lebensbilder von Christian Gottlieb Clostermeier, Edler von Hoffmann, Ludwig Knoch, Fürstin Pauline zur Lippe, Johann von Molenbeck, Ernst von Valentini. In: Menschen vom lippischen Boden. Detmold 1936 LLB Detmold.
- Lippische Geschichte. (Sonderveröffentlichungen des Naturwissenschaftlichen Vereins für das Land Lippe, Bd. 7) 1942 LLB Detmold.
- Ein Aussichtsturm auf der Grotenburg. In: Vaterländische Blätter 1925 Nr. 15
- Die Burg zu Horn. In: Heimatblatt Rote Erde, 5. Jahrg. 1926 Heft 7
- Das Lippische Landesarchiv in Detmold. In: Archivalische Zeitschrift (Dritte Folge 9./10) 42/43 (1934), S. 281–321 (Internet Archive).

Quelle